# بيتر غودفري (ممثل)
بيتر غودفري (بالإنجليزية: Peter Godfrey)‏ هو مخرج وممثل بريطاني، ولد في 16 أكتوبر 1899 بلندن في المملكة المتحدة، وتوفي في 4 مارس 1970 بهوليوود في الولايات المتحدة بسبب مرض باركنسون.

## أعمال

### أفلام
- (1941) دكتور جيكل ومستر هايد

## وصلات خارجية
- بيتر غودفري على موقع IMDb (الإنجليزية)
- بيتر غودفري على موقع ألو سيني (الفرنسية)
- بيتر غودفري على موقع أول موفي (الإنجليزية)
- بيتر غودفري على موقع قاعدة بيانات الأفلام السويدية (السويدية)
- بيتر غودفري على موقع قاعدة بيانات الفيلم (الإنجليزية)
- بيتر غودفري على موقع كينوبويسك (الروسية)